# Розеггер, Петер
Петер Розеггер (нем. Peter Rosegger, настоящая фамилия Кеттенфейер (Kettenfeier) ; 31 июля 1843, Альпль — 26 июня 1918, Криглах) — австрийский писатель.
Родился в маленькой деревушке Альпль в Штирии, в крестьянской семье. Поскольку до ближайшей школы было два часа пешком, а здоровье у мальчика было слабое, Розеггер почти не получил начального образования. Он стал бродячим портным, однако все свои заработки тратил на книги. Наконец, в Граце его заметил и поддержал редактор местной газеты: Розеггер стал учиться в местной Торгово-промышленной академии, по окончании которой (1869) получил трёхлетнюю стипендию и благодаря этому жил некоторое время в Германии, Швейцарии, Италии и Нидерландах.
В 1871 году издатель Густав Хекенаст, известный благодаря публикации произведений Адальберта Штифтера, выпустил первую книгу Розеггера — «Штирийские истории» (нем. Geschichten aus der Steiermark). Первый сборник стихов, «Цитра и цимбалы» (нем. Zither und Hackbrett), вышел в 1874 году. Как в стихах, так и в прозе Розеггер использовал народный язык, не избегая штирийского диалекта. Из многих последующих книг Розеггера наибольшую известность снискал роман «Богоискатель» (нем. Der Gottsucher; 1883). Кроме того, с 1876 года Розеггер издавал ежемесячный журнал «Heimgarten», статьи и рассказы в котором предназначались прежде всего для жителей деревенской глубинки, из которой вышел он сам. Вообще и как писатель, и как общественный деятель Розеггер был, прежде всего, просветителем.
К началу 1900-х годов Розеггер стал признанным национальным поэтом. В 1903 году его избрал почётным доктором Гейдельбергский университет, этому примеру последовали университеты Вены и Граца. Розеггер был награждён медалями как Австрии, так и Германии, а в 1913 году был одним из наиболее вероятных претендентов на Нобелевскую премию.
С 1951 года в Граце вручается литературная Премия имени Розеггера; наиболее известным автором, получившим её, является выдающаяся австрийская поэтесса Ильза Айхингер (1991).
В честь Розеггера выпущены две почтовые марки Германии 1943 года, почтовые марки Австрии 1968,1993 и 2018 года.
Похоронен в Криглахе.